# Millersport
Millersport is een plaats (village) in de Amerikaanse staat Ohio, en valt bestuurlijk gezien onder Fairfield County.

## Demografie
Bij de volkstelling in 2000 werd het aantal inwoners vastgesteld op 963.
In 2006 is het aantal inwoners door het United States Census Bureau geschat op 961, een daling van 2 (-0.2%).

## Geografie
Volgens het United States Census Bureau beslaat de plaats een oppervlakte van
2,7 km², waarvan 2,6 km² land en 0,1 km² water. Millersport ligt op ongeveer 288 m boven zeeniveau.

## Plaatsen in de nabije omgeving
De onderstaande figuur toont nabijgelegen plaatsen in een straal van 8 km rond Millersport.